# Стоєвсько
Стоєвсько (пол. Stojewsko) — село в Польщі, у гміні Красоцин Влощовського повіту Свентокшиського воєводства.
Населення — 215 осіб (2011).
У 1975-1998 роках село належало до Келецького воєводства.

## Демографія
Демографічна структура на день 31 березня 2011 року:
|          | Загалом | Допрацездатний вік | Працездатний вік | Постпрацездатний вік |
| -------- | ------- | ------------------ | ---------------- | -------------------- |
| Чоловіки | 109     | 27                 | 69               | 13                   |
| Жінки    | 106     | 21                 | 64               | 21                   |
| Разом    | 215     | 48                 | 133              | 34                   |